# لوح ويلتون المزدوج

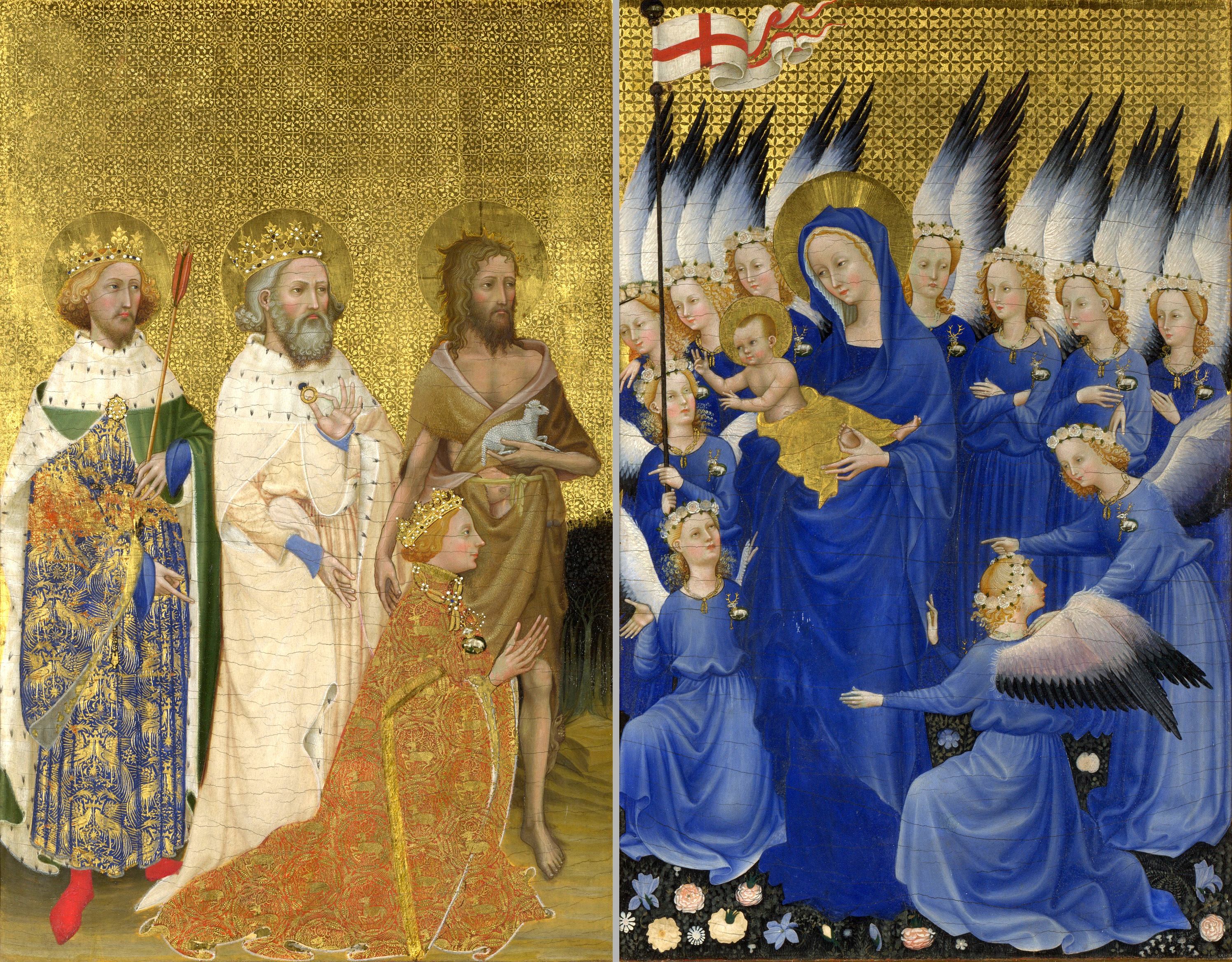
لوح ويلتون المزدوج

لوح ويلتون المُزدوج (1395- 1399): هو لوح مزدوج متنقِّل مُكوّن من لوحين ذوي مفاصل، مرسوم على كل من جانبيه، وهو الآن في المعرَض الوطني في لندن. إنه بقاء نادر للغاية للوحة الدينية من أواخر العصور الوسطى في إنجلترا. رُسم لوح ويلتون المزدوج  للملك ريتشارد الثاني ملك إنجلترا، وهو راكع أمام لوحة المادونا. قُدّم إليهم (من اليمين إلى اليسار) من قِبل القدِّيس الشفيع، يوحنا المعمدان، والقديسين الإنجليز الملك إدوارد المُعترِف والملك إدموند من شرق أنغليا. تُعدّ هذه اللوحة مثالًا بارزًا على الفن القوطي العالمي، وجنسية الفنان مجهولة قد تكون فرنسية أو إنجليزية.

## الوصف
رُسمَ لوح ويلتون المزدوج على لوحين من الخشب، ووُضِعا في إطارات من نفس المادة ووُصلا بمفصلين لتوفير إمكانية إغلاقه بهدف حماية اللوحة الداخلية. بقيت الوجوهُ الداخليةُ للألواح في حالة ممتازة بالنسبة لعمرها، على الرغم من فقدان بعض الزجاج، فإن الوجوه الخارجية فقدت طلاءها نتيجة النقل المتكرِّر.
رُسمت اللوحة بطريقة «تمبرا» (طريقة تلوين سريعة الجفاف)، إذ يُخلَط الطلاء الأرضي مع صفار البيض ويُوضَع في طبقات زجاجية رقيقة. تُطعَّم الخلفية والكثير من التفاصيل بالصفائح الذهبية لتحسين جودة الزخرفة. نلاحظ الملابس ذات اللون الأزرق في جميع لوحات العذراء والمسيح العالمية، ويأتي هذا اللُّونُ من الأحجار شبه الكريمة مثل: اللازورد. تلاشت بعض الألوان؛ إذ كانت الورود في شعر الملائكة في الأصل بلون زهري غامق، والعشب الأخضرُ أصبح أغمق كثيرًا عمّا كان في السابق.
على الرغم من أن الشخصيات تواجه بعضها في اثنين من المشاهد، ويتفاعلون من خلال النظرة والإيماءات، فإنهم موجودون في خلفيات مختلفة. تظهرُ الشخصياتُ البشرية على أرضٍ صخرية عارية، مع وجود غابة في الخلفية، و «سماء» مُشكَّلة من الصفائح الذهبية ومُزيَّنة بنقوش معدنية.
قُدِّم الملك ريتشارد الثاني في اللوحة الداخلية اليسرى من قبل القديسين يوحنا المعمدان وإدوارد المُعتَرِف وإدموند من شرق أنغليا وهم يحملون لافتة. تُحاط مريم العذراء والمسيح بين يديها في اللوحة اليمنى بأحد عشر ملاكًا، على خلفية ذهبية وحقل من الزهور المُلوَّنة بدقة.
كان رداء ريتشارد الخارجي قطعةً قماشٍ من الذهب واللون الأحمر القرمزي، مع نسيج مزيّن بشعار ريتشارد الثاني وأغصان من إكليل الجبل وشعار زوجته آن البوهيمية، التي توفيت في عام 1394. ويلتف حول عنقه طوق ذهبي من قرون البذور من اللزان المِكنسي وهو نبات بلانتا جينيستا الذي أعطى سلالة ريتشارد الحاكمة اسمها «بلانتاجانت». كان هذا الطوق أيضًا شعارًا لشارل السادس ملك فرنسا، الذي تزوج من ابنته في عام 1396. وقد أعطى شارل الطوق لريتشارد في عام 1393، وقد يشير ارتداؤه في اللوحة إلى أنّ موعد العمل كان بعد زواج ريتشارد الثاني من إيزابيلا من فالوا عندما كانت تبلغ من العُمر 6 سنوات في عام 1396. صُنعَت الشارات التي ارتداها ريتشارد والملائكة بتقنية عصريَّة غالية الثَّمن، فكانت مُغطَّاةً بزخارف من المينا على الذهب، تمكِن مُقارنتها مع جوهرة دونستابل سوان الباقية المُعتقَد أنها مُقدَّمة من قِبل أحد أبناء عم ريتشارد في أُسرة لانكستر. تحتوي شارة ريتشارد فقط دون شارة الملائكة، على لآلئ تشبهُ القرون، وهي تعود إلى أحد الأمثلة العديدة المُسجَّلة في قائمة كنوزه لعام 1397، والتي كانت تحتوي على لآلئ وسرير من الزمُّرد ليجلس عليها. وُضعت شارة هارت لريتشارد في حيازة دوق فيليب الطيِّب من دوقية بورغونيا في فرنسا عام 1435 مع 22 لؤلؤة، واثنين من جواهر اللعل والإسبنيل، واثنين من الياقوت الأزرق والأحمر والألْماس ضخم.
على الرغم من الارتباط الموضوعي بين الصورتين، فإن الإحساس بذلك مختلف تمامًا. مشهد ريتشارد وأولياؤه رزين للغاية، لكنه مليء بالتناقضات الغنية في اللون والنسيج، أمَّا مشهد العذراء والطفل فهو مليء بالحركة والنشاط الذي أنشأته الملائكة التي تُطوّق الأم والطفل. تعطي غالبية اللون الأزرق مظهر الجودة العالية، فهو يرمزُ إلى الطبيعة السماوية. ترمز الأرض المزهرة أيضًا إلى حدائق الفردوس.
يكشف من أحد الجوانب عن حيوان أبيض أو الأيل وهو شعار ريتشارد، مع التفاف تاج وسلسلة ذهبية حول حلقه، وقد أُودِع على مرج عشبي مليء بفروع من إكليل الجبل، مع سماء من الذهب.

## دراسة الأيقونات وتاريخها
إنَّ هوية الملك الراكع مؤكَّدة؛ لأنه هو والملائكة المُحيطَة بالعذراء يرتدون الشارات الخاصة بريتشارد، والآيل الأبيض، التي تظهر أيضًا في اللوحة اليسرى. يصل الطفل المسيح أثناء ركوع ريتشارد نحوه في المُباركة، ويصل أيضًا إلى الراية التي يحملها أحد الملائكة، ويوضَع بينهما. ترمُز هذه الراية للملك ريتشارد ومملكة إنجلترا بأكملها. إنه يحمل صليب القديس جرجس، رمز إنجلترا، كرة سلطانية وعليها خريطة صغيرة لإنجلترا أو أيرلندا، حيث كان ريتشارد يقوم بالحملات في 1394-1995. يُعتقد أن ريتشارد قدم الراية.
على ما يبدو أنه بدأ بشكل غير ضار نسبيًا في فترة حُكم جد إدوارد الثالث ملك إنجلترا في سياق البطولات والاحتفالات التي جرت في الملاعب، وأصبحت شارات ريتشارد لحكم العقيدة بمثابة خطر اجتماعي، وكانت «أحد أكثر الخلافات التي طال أمدها في فترة حُكم ريتشارد»؛ لأنها كانت تُستخدم للدلالة على جيوش خاصة صغيرة من الخدم التي يحتفظ بها اللوردات بهدف فرض إرادتهم على أصحاب القوة الأضعف في المنطقة. حاول البرلمان بشكل مستمر الحد من استخدام هذه الشارات رغم أنها كانت تُعتبر من البوادر والعلامات أكثر من كونها أسبابًا لكل من الإرهاب الباروني المحلي والخلافات ما بين الملك وأعمامه وبقية الأمراء.
تعرَّضت شارات اللوردات لهجوم في البرلمان عام 1384، وفي عام 1388 تقدموا بطلب مفاجئ مفاده بأن «جميع الأزياء التي تحمل هذه الشارات يجب أن تُلغى، ويشمل الطلب الملك أيضًا واللوردات الآخرين»؛ لأن «أولئك الذين يلبسونها ينقلون معهم التعجرف والتكبر أينما ذهبوا، فهم لا يتراجعون عن ممارسة جميع أنواع الابتزاز المختلفة  في الريف المحيط، ومن المؤكد أن جرأتهم مستوحاة من هذه الشارات فهي تجعلهم غير خائفين من القيام بمثل هذه الأشياء». 
عرض ريتشارد التخلي عن شاراته الخاصة إلى مجلس الشعب البريطاني، ولكنّ مجلس اللوردات رفض التخلي عن شاراتهم،  وأُجل تنفيذ الأمر بسبب ذلك.
هدأت القضية على ما يبدو عدة سنوات، إلى أن أصدر ريتشارد في عام 1397 أعدادًا متزايدة من الشارات إلى الخدم سيئي التصرف، وفي برلمان عام 1399، بعد عزله، مُنع العديد من مناصريه من إصدار الشارات مرة أخرى، وأُقر قانون يسمح فقط للملك (الآن هنري الرابع) بإصدار هذه الشارات، وفقط لأولئك الذين يحتلون مراتب معينة، مع شرط ارتدائها في حضوره فقط. تطلب الأمر في النهاية  حملةً حازمةً من قبل هنري السابع ملك إنجلترا للقضاء على استخدام الشارات من قبل الآخرين، واقتصارها على أشياء يرتديها عادةً الخدم في المنازل فقط.
يُعتقد أن القديسين الثلاثة الذين قدموا ريتشارد راكعًا إلى العذراء والطفل قد كانوا محترمين من قبل الملك، إذ إن لكل منهم معبده الصغير الخاص في دير وستمنستر. ويحمل كل قديس شعارًا يمكن التعرف عليه من خلال الفن.